# 明治神宮
明治神宮（めいじじんぐう）は、日本の東京都渋谷区にある神社。祭神は明治天皇と昭憲皇太后で、明治天皇崩御後の1920年（大正9年）11月1日に創建された。旧社格は官幣大社で、勅祭社。

## 概要
| 御祭神の明治天皇と昭憲皇太后 |  | 御祭神の明治天皇と昭憲皇太后 |
| 御祭神の明治天皇と昭憲皇太后 |  |                              |

境内はそのほとんどが全国青年団の勤労奉仕により造苑整備されたもので、
現在の深い杜の木々は、1916年（大正5年）に全国から10万本の献木が行われて植樹されたものである。
また、本殿を中心に厄除・七五三などの祈願を行う神楽殿、「明治時代の宮廷文化を偲ぶ御祭神ゆかりの御物を陳列する」明治神宮ミュージアム、「御祭神の大御心を通じて健全なる日本精神を育成する」武道場至誠館、神道文化の国際的な発信を行う明治神宮国際神道文化研究所などがある。
新年には毎年のように国内外から観光客が集まり、初詣では例年の参拝者数が全国1位となっている。

## 社名
称号については、天皇を祀ることから「神宮」とされた。検討段階では新たな称号を創設することも議論されたが、実現しなかった。
また、社名としては、同じく天皇を祀る神社として「橿原神宮」（神武天皇）や「平安神宮」（桓武天皇、孝明天皇）のように、宮城所在地名を冠する例があったことから「東京神宮」とする案も出されたが、元号・時代としての「明治」も加味して「明治神宮」となった。
「宮」の表記について
明治神宮が授与する神札は、「宮」の字の「呂」の中間に「ノ」を入れない「宫」の字を用いている。神札の書体は明治神宮創建時に当時の造営局副総裁の床次竹二郎が書いたもので、それに「ノ」が入っていなかったため、現在も「ノ」を入れていない。一方、正式な神社名については、大正11年（1922年）の『明治神宮明細帳』で「ノ」が入った「宮」が使われていることから、「ノ」が入る「宮」を使用するのが正式である。
かつては「宫」と「宮」との区別はなく、たとえば1927年の勅令『明治神宮造営局官制廃止ノ件』の署名原本は、上諭（前文）で「宫」と筆記すると同時に、勅令本文で「宮」の活字を用いていた。

## 祭神
- 明治天皇 - 第122代天皇。
- 昭憲皇太后 - 明治天皇の皇后。

創建が内定した当初は明治天皇一柱の予定で、また特に明治維新に功績があった臣下の者を合祀することも検討されていた。また、神社創建前（鎮座地が決定した段階）に崩御した昭憲皇太后も合祀し、合計二柱鎮座となった。

## 歴史

### 創建

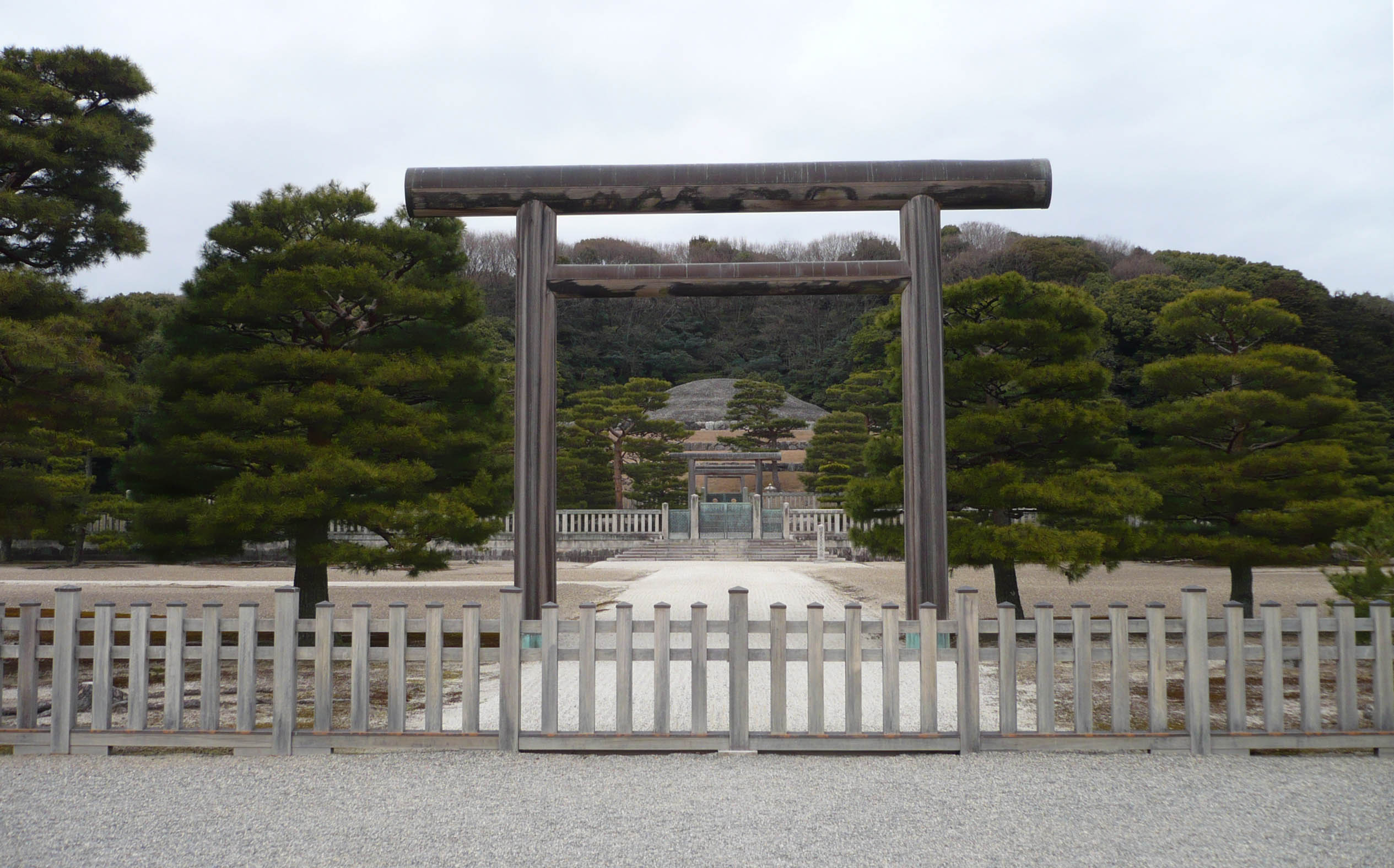
明治天皇伏見桃山陵（京都市伏見区）

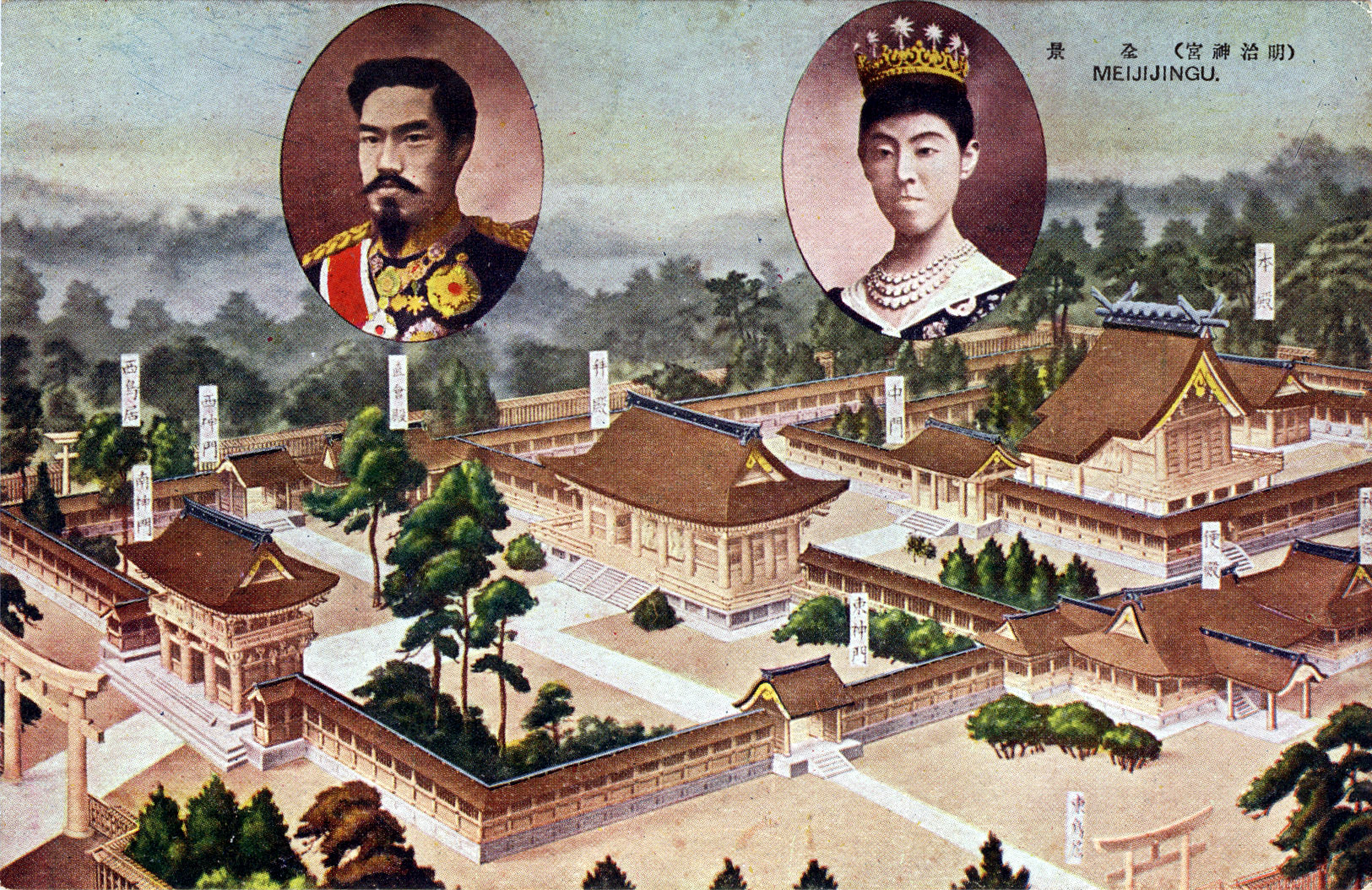
明治天皇と昭憲皇太后、明治神宮（1926年頃）

73ヘクタール（約22万坪）に及ぶ広大な神域は、江戸時代初めには肥後藩主・加藤家の別邸であり、寛永17年（1640年）より彦根藩主・井伊家の下屋敷となっていたもので、この土地が1874年（明治7年）、井伊家から明治政府に買い上げられて南豊島御料地となっていた。
1912年（明治45年）に明治天皇が崩御した際、その死に関する法律は整備されておらず、立憲君主制下での天皇の崩御後の細目についてははっきりしていなかった。明治天皇により首都と定められた東京市においては、数年後に迫っていた即位50年の記念行事の各種計画が進んでおり、天皇崩御直後、これらの施設を、明治天皇、あるいは明治という時代を記念するものとして、東京に構えるという構想が続々と唱えられた。この内、東京に天皇陵を構えるという意見に対しては、明治天皇の遺志により京都（伏見桃山陵）に山陵が造営されることとなり決着したが、今度はそれ以外の記念施設の東京への創設を求める運動が起こり、それらの中には「明治天皇を祀る神社」もあった。
百出する意見の多くは、銅像や記念碑、美術館など、明治天皇を「記念」するものであったが、神社の建立は、「記念」を上回る、国民の天皇に対する尊崇の念を加味したものとみなされた。この頃、宗教学の分野で神道と宗教との関係性が議論されており、神道における「崇敬」の概念が、国民と天皇との関係とリンクする、とされたのである。
天皇崩御の直後、大正元年8月12日には早くも実業家渋沢栄一、東京市長阪谷芳郎といった有力者による有志委員会が組織され、神宮創設の具体案を明記した『覚書』が公表された。骨子は以下のとおりであり、実現した神宮の構成と非常に近いものであった。
- 神宮は内苑と外苑からなる。
- 内苑は国費により政府が、外苑は献費により奉賛会がそれぞれ造営する。
- 内苑には代々木御料地、外苑は青山練兵場を最適とする。
- 外苑には記念宮殿、陳列館、林泉などを建設する。

これらのうち、宗教施設を置かず公園として整備される「外苑」は従来の神社にはないものであった。これは神社のほかに計画されていた記念施設案を包括するものであり、これによって神社には、これら記念施設の全てを包括する立場が与えられたといえる。外苑の構想は、現存する明治神宮外苑として具現化した。
また、代々木御料地と青山練兵場については元々、当年（1912年）をめどに日本大博覧会が開催予定で、具体的なパビリオン計画も進んでいたが財政的な事情で中止になった経緯があり、これが阪谷らの念頭にあったため両地を用いた神宮建設というアイデアが生まれた可能性もある。
一方で、これらの『覚書』と並行して、関東一円の各自治体から神社創設を求める請願が多数寄せられ、東は国見山から西は富士山まで、最終的には20以上に上った。これらは、以前に天皇の行幸があったという「由緒」や、土地が清浄で神社創建に適しているという「風致」を推薦の理由として挙げている。また、明治天皇を祀る神社を一か所ではなく複数個所創設してもいいのではないか、とされたが、慣例として天皇を祀る官国幣社は一祭神について内地では一社に限定していたため、この案は採用されなかった。また、東京以外の各地の誘致はそれぞれの地元自治体（拡大して県単体）でのレベルにとどまっており、「首都」という大きなアドバンテージがあった東京府内への創設に比べると、規模で劣勢であった。
渋沢、阪谷ら委員会メンバーは、『覚書』の完成直後から西園寺公望内閣総理大臣、原敬内務大臣、渡辺千秋宮内大臣らに陳情を繰り返し、9月27日に正式に帝国議会へ請願書が提出された。そのほかの地域の請願書も提出されていたが、東京推薦の請願が「由緒」を理由に受け入れられ、大正2年（1913年）2月27日に貴族院本会議で採択後に内閣へ送付された。また衆議院でも、具体的な地名は伏せつつも、神社の創設を求める建議が3月26日に本会議で可決した。
8月15日、内務省が『明治天皇奉祀の神宮創設に関する件』を閣議に提出した。本件は、提出後2か月以上経って10月28日に閣議決定された。そのおよそ3週間後の11月22日、原内相が大正天皇に上奏して翌日に口頭で裁可を受け、神社創設が事実上「内定」する（正式な告示に必要な事項（社名、鎮座地など）は未定であったため、文書ではなく口頭での裁可となった）。12月20日、内務大臣隷下に「神社奉祀調査会」が設置され（勅令308号）、官民各部門の有力者によって、神社創設にかかわる概要事項の審議が行われた。一番の懸案であった鎮座地については、翌大正3年1月15日に早くも、皇居が置かれたという由緒を理由として、東京に置くことが決定される。2月15日には、東京府内の候補地の内から、「風致」を理由として代々木御料地が決定した。
骨子が固まり、4月2日に大正天皇へ上奏された。これを受けて6日に大学教授や内務官僚などの実務家が新たに調査会に加わり、細部具体的な検討が行われた。大正4年（1915年）5月1日、明治神宮の創建が告示された。下記のとおり、天皇の仰せ出とされた。
同日の勅令公布により、調査会が廃止され、内務大臣所管の明治神宮造営局が設置され、神宮創建が開始された。政府内に神社造営の担当機関が置かれたのは、造神宮使庁（伊勢神宮の式年遷宮に対応するもの）以来のことであった。内苑については造営局が直接国費による造営を行い、一方外苑については、国民からの寄付金を奉賛会が取りまとめて拠出し、これに基づいて造営局が奉賛会からの委嘱を受ける形で実務作業にあたった。この寄付は、明治神宮が「国民の神社」であるという理念の下、全国の国民各層から行われるよう広く呼びかけられており、内地が済生会のデータをもとに都道府県別に割り当てられて合計450万円、外地（南樺太、朝鮮、台湾、関東州）が20万円、さらに在外邦人から25万円の調達見込みが設定された（合計495万円）。この金額は最終的に全て達成され、最終合計額は676万円に上った（最終的に必要とされた額は670万円）。金額の多寡はともかくとして、庶民層からの寄付も報道で取り上げられるなどして注目された。また、官吏については、首相の100円を筆頭に、寄付の目安額が定められていた。大正4年（1915年）10月7日に明治神宮地鎮祭が行われた。外苑の地鎮祭は大正7年（1918年）6月1日に青山練兵場中央において行われた。
大正8年（1919年）、第一次世界大戦終結後の好景気に伴う造営工夫の賃金上昇と労働力払底という状況下、全国の青年団による勤労奉仕が行われた。これも「国民の神社」という理念に則り、全国の青年団が神宮造営に参画した。また、外苑の設備についても、当初予定の陸上競技場に加え、野球場、相撲場、水泳場など、運動施設が当初計画に付け加えられ、実態としても「青年のための外苑」という色彩を強めていった。後に、この勤労奉仕の功績を皇太子裕仁親王（昭和天皇）が称えたことを記念して、青年団の寄付により隣接地に日本青年館が建設されることになる。勤労奉仕人数は、大正11年（1922年）末の時点で10万人を超えた。

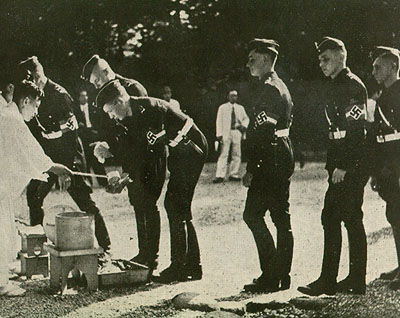
1938年、当時の同盟国ドイツのヒトラーユーゲントが来日し、明治神宮も訪問した。

鎮座祭は1920年（大正9年）11月1日に行われ、明治神宮はこの日を以て創建としている。掌典長九条道実が勅使として御霊代を奉じて参向した。正午、一般人の参拝が許可された。総数50万人以上が参拝した。参拝者が殺到し混乱を来たしたため、神符や守札の授与が中止された。群衆殺到により38人の死傷者も出た。翌2日には大正天皇の名代として皇太子裕仁親王が参拝した。初代宮司には公爵一条実輝が任じられていた。
明治神宮外苑については、中心施設である聖徳記念絵画館の竣工を待って、大正15年（1926年）10月に外苑の奉献式が絵画館において行われた。この時点では展示される絵画は80点中5点しか展示されておらず、80点が全て完成したのは、昭和11年（1936年）4月のことである。

### 戦災による焼失と復興
太平洋戦争末期、東京空襲が相次ぐと、不測の事態に備えて、本殿脇に宝庫（事実上の防空壕）を設営し、御霊代を遷していた。昭和20年（1945年）4月13日深夜に空襲警報が発令され、翌14日未明、境内付近一帯にも焼夷弾が投下され始める。宿直の神職らが防火に努める一方、「猛火の内に御祭神を奉安するのは恐懼に耐えない」ことから、御霊代の遷座を決断し、一部神職が御霊代を奉持して森を抜け、宝物殿に避難した。翌14日午前1時40分、動座が終わるとほぼ時を同じくして本殿がついに炎上、朝まで燃え続け、灰燼に帰した。この時、本殿内陣に残されていた神物の一部は救出され、御霊代とともに宝物殿に収められた。16日には、御霊代は宝庫に還御した。17日には一般の参拝を再開したが、仮社殿もない状態であったので、焼け残った南神門を「拝所」として、神門を閉じて焼け跡をうかがえないようにして対処した。29日の天長祭は、組み立て式の幄舎を祭場として急場をしのいだ。5月25日には二度目の東京大空襲によって明治神宮では貴賓館と附属の禊ぎ場を焼失し、外苑の聖徳絵画館と野球場の一部も被災した。翌日にかけて勅使殿、斎館、社務所なども焼失した。
1946年（昭和21年）2月2日、宗教法人令改正により神社も宗教法人に加わることになり、翌日、宗教法人神社本庁が発足し、5月13日、宗教法人令に基づく明治神宮規則を届け出た。1948年（昭和23年）9月30日、神社本庁の通達に別表神社が掲載された。1951年（昭和26年）4月3日に宗教法人法が公布、10月22日に宗教法人明治神宮規則の登録が完了し、ここに宗教法人明治神宮が成立した。また、神社が一般に持つ「氏子」が明治神宮にはなかったことから、これに代わる団体として崇敬者による団体を創設することが決定された。
昭和21年（1946年）5月31日、仮殿が竣工され、「仮殿遷座の儀」等の祭典が6日間にわたって執り行われた。翌6月1日より、閉じられていた南神門が一般参拝者に開放される。翌昭和22年（1947年）5月1日、第1回崇敬者大会が挙行され、秋の例祭とあわせて「春の大祭」として恒例となる。昭和27年（1952年）3月31日、レクリエーション施設として接収されていた外苑が翌日の独立回復に先立って返還され、あわせて神宮の機関として「外苑運営委員会」が設立された。
日本の主権回復と前後して創建当初の社殿復興に対する機運が高まり、昭和28年（1953年）7月27日、「明治神宮復興奉賛会」が結成される（会長：宮島清次郎）。復興資金としては創建時と同じく募金が幅広く募られ、法人募金、都内各地区、全国都道府県に合計6億円が呼びかけられた。結果、現金による募金だけでほぼ6億円に達し、物品奉納を含めると目標額をはるかに上回る成果を上げた。また、在外邦人社会でも、奉賛会の設立、寄付があった。さらに、これも創建時と同じく、各地の青年団による勤労奉仕も行われた。
新社殿の設計を主に行ったのは、角南隆（すなみたかし）であった。新旧社殿の最大の差異は、本殿と拝殿とを隔てた中門を取り払ったことであった。旧来の神宮は、官吏や地方長官などの限られた人々が祭祀を行うことを目標としており、一般大衆は中門で祭祀の場から切り離されていた。しかし戦後の神社は、政府から切り離されて氏子崇敬者に開かれた神社となった。そのため中門による隔絶を取り払い、外拝殿（従来の拝殿）との間に新たに内拝殿を設けることで、祭祀と一般大衆との距離をより近づけようとしたのである。
昭和30年（1955年）4月1日、臨時造営部（角南隆部長）が発足、最大で150名の工員が全国から集められ、宝物殿近くに事務所・工場・寮などが設けられた。6月26日、岐阜県加茂郡七宗村の国有林にて木本祭が執り行われ、最初に切り出された本殿用の御用材については、9月11日、お木曳の式が行われた。新宿駅まで貨車で送られた御用材を崇敬会員やボーイスカウト、相撲力士らが神宮宝物殿脇の貯木場まで手ずから搬入した。この式は、伊勢神宮の式年遷宮以外ではほぼ行われず、東京で行われるのは初めてのことであった。
旧本殿跡地では、同所にそのまま建てられた仮殿を南へ数十メートル移動させて、昭和31年（1956年）4月18日に地鎮祭が行われた。同月、復興奉賛会の名誉総裁に高松宮宣仁親王が推戴されており、高松宮も列席した。以降、宝物殿脇の作業場で調製された御用材は、特別に敷設されたトロッコ線路で本殿まで運ばれた。翌昭和32年（1957年8月24日）、上棟祭を迎える。
以降、屋根付工事や内部造作取付工事が行われる。この時、旧殿では檜皮葺だった本殿の屋根を銅板葺に改め、その他金具類は奉賛会が主となって社頭で献納運動が行われた。時の鳩山一郎内閣の全閣僚も銅板を奉納している。金具の取付作業が全て終わったのは、遷座祭当日の朝であった。
昭和33年（1958年）10月31日夜、仮社殿から新本殿へ、遷座の儀が行われ、勅使室町公藤掌典、名誉総裁高松宮、明治天皇の皇女で存命の北白川房子、東久邇聡子らが参列。11月4日には昭和天皇が参拝したほか、14日まで都内各所で奉祝行事が行われた。

### 再建後
1966年（昭和41年）7月22日に大鳥居が落雷によって破損したため、新たな鳥居を1975年（昭和50年）12月23日に建立した。初代の鳥居は台湾の阿里山で伐採された樹齢1200年超の大檜を用いていたが、2代目の大鳥居も、阿里山連峰の丹大山で発見された樹齢1500年超の大檜を用いている。なお、落雷した鳥居は氷川神社の二の鳥居として翌年移設された。初代の東玉垣鳥居および西玉垣鳥居の二基は1966年（昭和41年）に福島稲荷神社へ移築された。
2004年（平成16年）4月27日、臨時役員会において、神社本庁との被包括関係の廃止と、それに伴う宗教法人明治神宮規則の変更を協議した。同年8月6日、被包括関係廃止に伴い奉告式を挙行した。単立の宗教法人明治神宮となった。

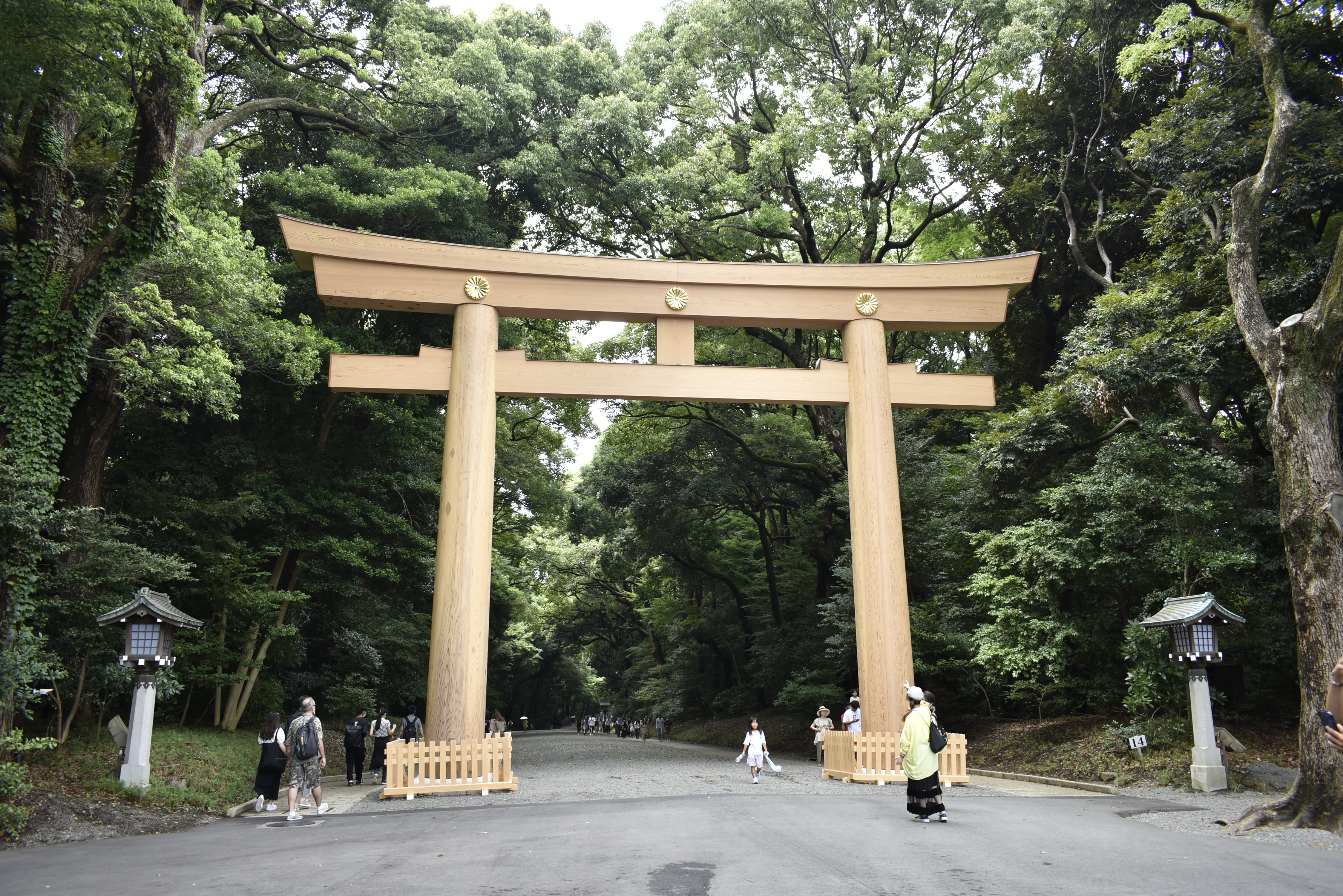
新たな南参道第一鳥居

2008年（平成20年）10月26日から11月1日にかけて、明治神宮御社殿復興50年記念の特別ライトアップ「アカリウム」奉納行事が開催された。
2010年（平成22年）8月5日、神社本庁に被包括関係の設定許可等を申請し、同23日に神社本庁より承認を受けた。同年10月13日、神社本庁との被包括関係の再設定について東京都より正式に認可を受け、宗教法人明治神宮規則を変更した。
2020年（令和2年）、鎮座100年を迎える。この折に、境内に八つある鳥居のうち唯一の創建時から残っていた南参道の鳥居が老朽化しているため建て替えが決められ、2022年（令和4年）に吉野杉で造られた新しい鳥居がお披露目された。

## 境内

### 社殿
社殿の様式については、伊東忠太と関野貞（ともに東京帝国大学工科大学教授）が調査・選定を行った。
まず先例に基づくか、新しい様式を定めるか、については、両者ともに、先例にのっとることを選択した。関野は、先に祭式が官国幣社祭式（内務省令第4号）に従うことが規定されたので、社殿の様式もこれらに倣うべきだとした。一方伊東は、新例の創設は理論上は可能であっても、現実問題として作り出すのは非常に困難である、という理屈でもって、やはり先例を支持した。次いで、具体的な様式について様々な類型の比較検討が行われ、大社造（出雲大社）は一地方の様式であること、神明造（伊勢神宮）は簡素すぎて森林の中に鎮座する形でないといけないこと、権現造（日光東照宮）は神仏習合の様式であることといった理由から排除され、最終的にオーソドックスな流造が、国民一般の嗜好に合致することから選定された。このように、社殿の様式を数ある中から選び取るという選定過程は、それ自体が革新的なものであったといえる。
2020年（令和2年）12月23日付けで、本殿、内拝殿、外拝殿（げはいでん）などの社殿36棟が国の重要文化財に指定された。
創建時の明治神宮社殿の造営は、内務大臣所管の明治神宮造営局が担当した。設計は伊東忠太の監督下、安藤時蔵と大江新太郎が行ない、1915年（大正4年）に起工、1920年（大正9年）に完成した。1945年（昭和20年）4月、太平洋戦争の空襲で本殿、拝殿を含む中心部分の社殿が焼失したが、拝殿の南に建つ南神門・東神門・西神門やその周辺の建物群は創建当時のものが現存している。
再建社殿の設計は角南隆が担当し、1958年（昭和33年）に完成した。創建時の社殿は、南北の中軸線上に南から北へ南神門、拝殿、中門、本殿が建ち並ぶ構成であったが、角南のプランでは、中門を廃し、拝殿を外拝殿と内拝殿の2棟に分けている。また、社殿の屋根は檜皮葺から銅板葺に変更された。
外拝殿以北の、本殿を含む区画を内院、その南の廻廊と神門で囲まれた区画を外院（げいん）と称し、これらの全体を玉垣で囲んでいる。内院には本殿、内拝殿及び祝詞殿（合わせて1棟）のほか、内院渡廊、宝庫（地下に所在）、神庫、内透塀及び北門（合わせて1棟）、神饌所及び渡廊（合わせて1棟）、旧祭器庫、北廻廊、外透塀、北神門が建つ。外拝殿より南の外院には南神門、東神門、西神門、外院廻廊（直会殿を含む）が建つ。このほか、南・東・西の手水舎、南神門の手前にある宿衛舎と祓舎、南参道の神橋、南参道・北参道・西参道の各入口にある制札が重要文化財に指定されている。宝庫（鉄筋コンクリート造、地下1階建）と神橋（コンクリート橋）以外の重要文化財指定物件はいずれも木造、銅板葺きである。角南設計の復興本殿は三間社流造で、創建時の形式を踏襲しているが、屋根上の千木と堅魚木を大きくするなど、デザインには創建時との相違がみられる。その他の主要建物のうち、内拝殿は切妻造の主体部に千鳥破風と軒唐破風を設ける。外拝殿は入母屋造、南神門は入母屋造三間楼門、東神門・西神門は切妻造四脚門である。
重要文化財建造物の画像
- 内拝殿（2007年撮影[63]）
- 外拝殿
- 内院渡廊（西）
- 直会殿と外院廻廊(西)
- 南神門
- 東神門
- 西神門
- 東手水舎
- 祓舎
- 神橋
- 北制札

### 内苑
鎮守の杜

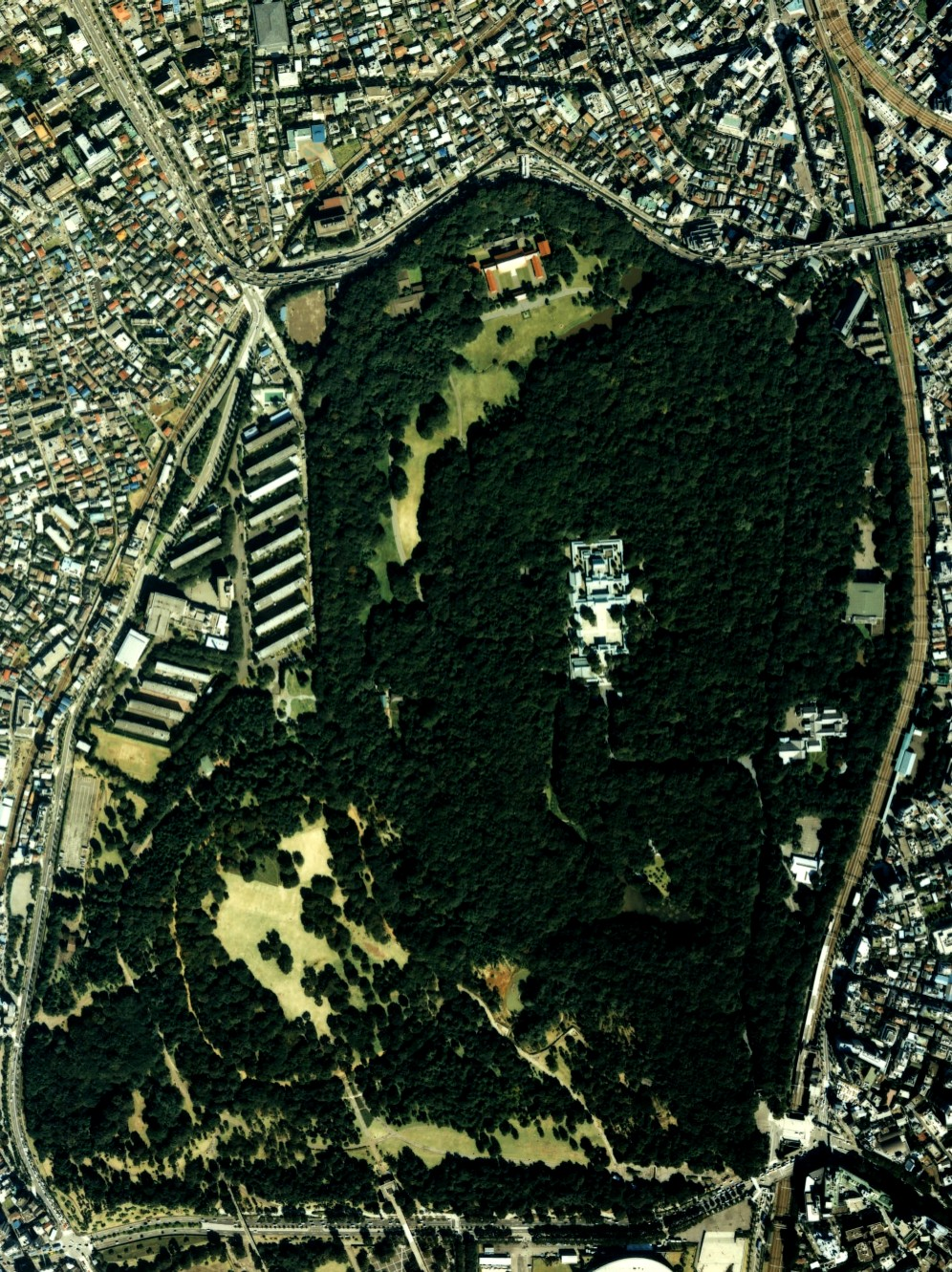
明治神宮付近の航空写真。1989年撮影。隣接する代々木公園を含め一帯は広大な緑地となっている。。

内苑の全敷地の大半を占める。都心部の貴重な緑地として親しまれているだけでなく、人工林が意図的に自然林化されたものとしても注目されている。この中にはほかの皇居などを除けば広い緑地が少ない東京都心部では通常見られないような生物が生息し続けており、動物学・昆虫学的にも非常に貴重な例となっている。
神宮鎮座以前、社地のほとんどは原野が広がっており、地元では「代々木の原」と呼ばれていた。そのため、神社設営のために人工林を作ることが必要となり、造園に関する一流の学者らが集められた。設計に携わった人々を挙げると、林学では本多静六、本郷高徳、上原敬二、田村剛、川瀬善太郎、中村斧吉（林苑課長）、大溝勇、山崎林志、中島卯三郎。農学/造園では原煕、大屋霊城、狩野力、太田謙吉、森一雄、水谷駿一、田阪美徳、寺崎良策、高木一三、森一雄、井本政信、北村弘、横山信二、石神甲子郎。また、奈良女子高等師範学校（現：奈良女子大学）の折下吉延らが参加した。折下らは神宮外苑のイチョウ並木などもデザインする。
こうして集められた明治神宮造営局の技師らは1921年（大正10年）に『明治神宮御境内 林苑計画』を作成した。現在の生態学でいう植生遷移（サクセッション）という概念がこの時に構想され、林苑計画に応用された。通常、神社の荘厳な鎮守の杜としてイメージされるのは杉やヒノキ（檜）などの針葉樹林であったが、代々木は暖帯であり、なおかつ都心に近く、煙害に強い必要があることから、針葉樹は不適とされた。そのため、最終的には広葉樹、特に樫、椎、楠を中心とした広葉樹林を目指すことを提言した。当初は成長の早い針葉樹もあわせて植林し、遅れて広葉樹を成長させ、年月を経て、およそ100年後には広葉樹を中心とした極相林（クライマックス）に到達するという、手入れや施肥など皆無で永遠の森が形成されることを科学的に想定した。いわば、これが造園科学的な植栽計画の嚆矢であって、日本における近代造園学の創始とされている。
提言が発表された当初、一部世論では「神聖な神宮の杜にやぶはよろしくない」と、反対意見が出た。時の首相大隈重信も、伊勢神宮のような杉林を想定していたが、設計チームらが直談判し、仁徳天皇陵などを参考にしたことを説明して、大隈の同意を取り付けた。なお、植林事業そのものは1915年（大正4年）には開始されている。
創建当初、外地の朝鮮半島、台湾を含めて全国から365種約12万本が献木され、計画的に植えられた。戦後から1960年代にかけてクロマツが約2000本、アカマツが約1000本が公害や病虫害の影響により枯死、一方1970年代には煙害に抵抗力があるとして植えられたクス類が確実に本数を伸ばし森林の遷移が順調に進んでいることが確認された。1970年（昭和45年）の調査時には247種17万本、2019年時点では樹木数は約3万6000本に減っている代わりに、残った木が巨木化しつつある。これは参道を掃き清める際に集めた落ち葉を森に戻す以外は人為的な手を加えず、森の変化を自然淘汰に任せているためである。
神宮御苑
正式名称は明治神宮御苑。江戸時代から大名下屋敷の庭園として使われていた。明治時代に宮内省が所轄する南豊島御料地となり、代々木御苑と呼ばれた。ここは明治天皇と昭憲皇太后にゆかりの深い名苑であり、この地の風光をこよなく愛した皇太后はしばしば行啓したほか、明治天皇は隔雲亭という御茶屋を建て、四阿（あずまや）を作り、池には菖蒲を植え、回遊歩道を設けて美しい庭園とされた。内苑の中で唯一、神社鎮座前から樹木が生えていた。
隔雲亭は太平洋戦争末期に、空襲によって焼失したが、戦後に篤志家によって復元された。
現在、苑内には隔雲亭や四阿のほか、お釣台、菖蒲田、清正井などがある。菖蒲田のハナショウブ（花菖蒲）は明治天皇が昭憲皇太后のために植えさせられたといわれ、6月が最盛期である。また、11月下旬から12月上旬には、紅葉を愛でることが出来る。拝観は有料（大人500円）で、16時30分閉門である。
明治神宮会館
鎮座五十年を記念して1972年6月に清祓され、翌73年1月にこけら落としとなった。ホールは毎年2月11日の建国記念の日慶祝中央式典や、5月の全国赤十字大会、コンサートや入学式・卒業式などで利用されており、客席数は1914席（1階1340席、2階574席）である。
明治神宮神楽殿
1993年（平成5年）造営（内田祥哉+アルセッド建築研究所 設計）。本殿に向かって右側に位置する。厄祓い、受験生の合格祈願、初宮参りや七五三詣などを執り行っている。
明治神宮ミュージアム
2019年（令和元年）10月26日、鎮座百年記念事業の一環で、新たな宝物館としてが開館した（隈研吾設計）。
参道
都心に近い本殿の東側に各種施設の大半が整備されており、ここを参道が南北に貫いている。
創建前に既に北側は外苑予定地と馬車道で直接接続していることから、北側からの参道を正参道とする計画であったが、すると大鳥居が本殿から見て鬼門にあたる東北になることから反対意見が出て、南側を正参道とした。また、参道と本殿の接続として、全ての社殿を一時に拝することを目的に、東側（南面する諸社殿からみて左側）から参入する計画であったが、側面美の誇示が前面に出すぎていることから、南側正面から参入する形に改められた。本殿から南に直進すると御苑に突き当たるが、御苑を突き抜けることには御苑側の担当者から反対されたため、手前で東側に折れ曲がり、東側の参道に合流している。
南側の正参道から外部に伸びる大通りは「表参道」と呼ばれている。「表参道」という呼称自体は社寺一般のものであるが、注釈なしで「表参道」と呼称する場合は、明治神宮のそれを指すものが多い。内苑の目の前を横切る国鉄（のちJR東日本）山手線を跨ぐ陸橋「神宮橋」は、鎮座に先立つ1920年（大正9年）9月に完成した。橋はRC構造で長さ20.4メートル、幅員29.1メートルである。
北参道鳥居に通じる参道（明治通り北参道交差点始点）はかつて「裏参道」と呼ばれていた。東京メトロ副都心線開通に伴い2008年に北参道駅が開業し、駅周辺にはカフェやアパレルなどの店舗が増えた。
南参道（表参道）側や北参道側に比べ西参道側はひっそりしており、渋谷区が、日本将棋連盟と連携した施設「駒テラス西参道」の整備など、甲州街道から参道に至る一帯のにぎわいづくりを目指す「西参道プロジェクト」を進めている。小田急小田原線参宮橋駅が西参道に近いほか、太平洋戦争末期まで京王線西参道駅があった。
ギャラリー
- 社殿遠望
- 三ノ鳥居
- 大鳥居
- 武道場
- フランスのブルゴーニュから献納されたワインの樽
明治天皇が健康のためにワインを好んで飲んだことにちなむもの
- 酒樽
- 明治神宮御苑の花菖蒲
- 参道
- 元日の初詣 拝殿前（2012年1月撮影）
- 女性と絵馬
- 秋の大祭での古武道奉納（2012年11月撮影）
- 秋の大祭での流鏑馬奉納（2012年11月撮影）
- 秋の大祭での古武道火縄銃奉納（2012年11月撮影）
- 奉賽殿に向かって歩む“参進”
- 明治神宮のトイレ

### 神宮外苑

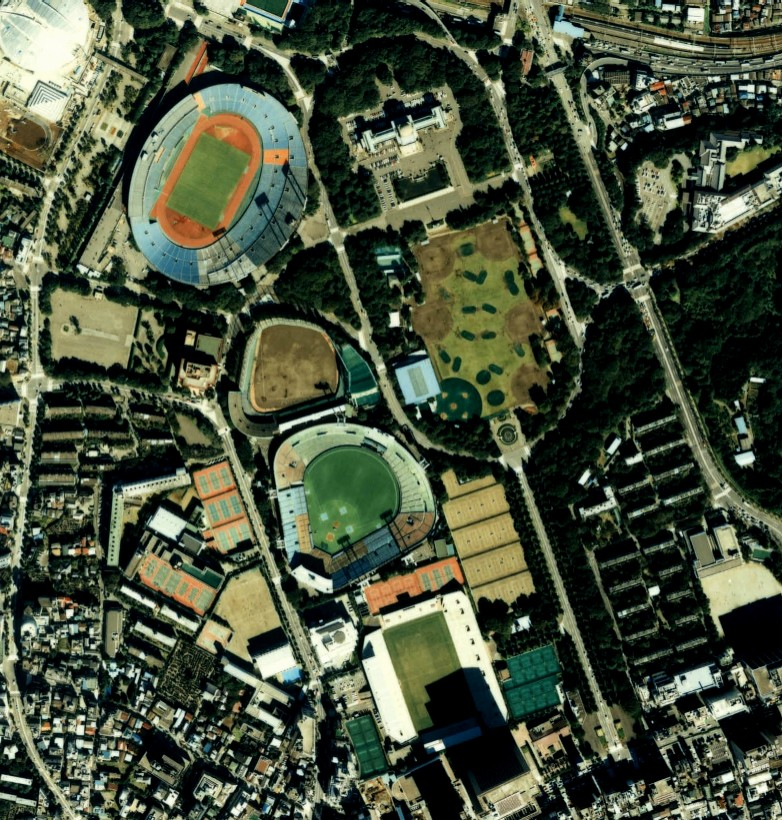
神宮外苑 (1989年撮影)

明治神宮外苑（通称「神宮外苑」）は、明治天皇・昭憲皇太后の遺徳を永く後世に伝えるため、民間有志により結成された明治神宮奉賛会が、広く国民より募った寄付と全国青年団の勤労奉仕によって造営された。
青山練兵場の跡地である敷地は、現在の東京都新宿区と港区にわたり、聖徳記念絵画館を中心に、明治神宮外苑競技場（のちの国立競技場）、明治神宮野球場、明治記念館などがある。
かつて、明治神宮の北参道（裏参道）から千駄ヶ谷を通って明治神宮外苑・外苑橋まで続く道路には、これに沿って乗馬道が整備されていた。しかしながら太平洋戦争後には遊歩道となり、現在は首都高速道路4号新宿線に変わっている。

## 祭礼・行事

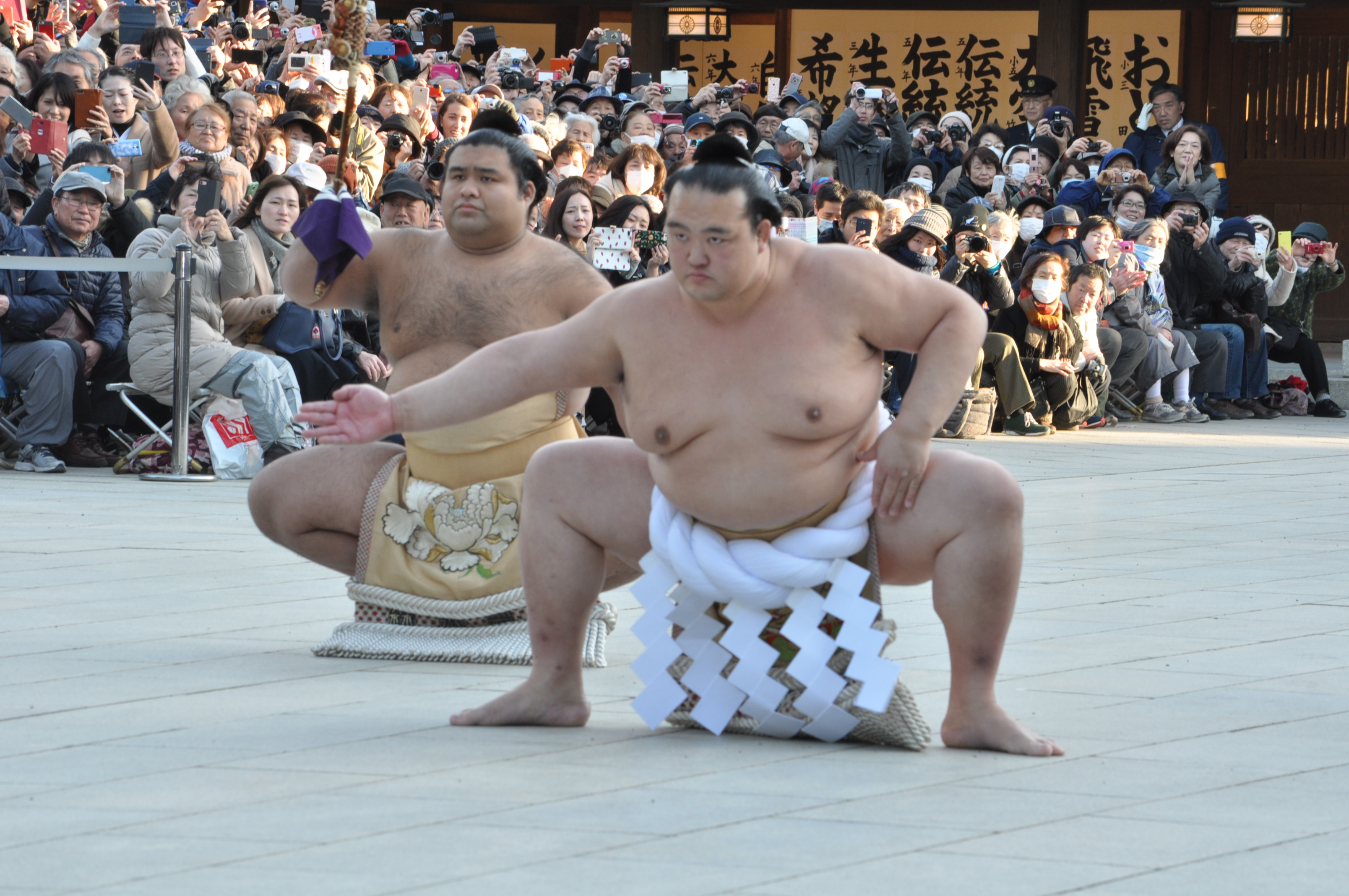
稀勢の里関の奉納土俵入り（2017年1月27日撮影）

- 大相撲横綱推挙式ならびに横綱奉納土俵入り（横綱昇進時）
- 大相撲横綱奉納土俵入り（例年1月場所前の1月5 - 7日頃[80]）
- 明治神宮例祭奉祝全日本力士選士権大会（例年秋に明治神宮例祭奉祝を兼ね、両国国技館[注釈 7]にて日本相撲協会により施行される大相撲大会）
- 11月3日 - 例祭

命日（明治天皇祭）の7月30日ではなく、誕生日（生前の天長節）である11月3日が選定された。これは、橿原神宮の例祭が神武天皇祭の4月3日ではなく、即位日（建国節）の2月11日になったことによって正当化された。祭神の誕生日を例祭日とする前例はなかったが、例祭日の選定方法に通則というものもないので、新例を設けて不可はなく、むしろ誕生日を例祭日とするのが適切な処置であるということで、この日に決定した。
- 一の鳥居前（2010年10月撮影）
- 大鳥居（一の鳥居）回り（2010年10月撮影）
- 南参道を進む（2010年10月撮影）
- 南神門前（2010年10月撮影）
- 南神門から拝殿を見る（2010年10月撮影）
- 奉納祭事（2010年10月撮影）
- 奉納祭事（2010年10月撮影）
- 南参道から大鳥居を見る（2010年10月撮影）
- 大鳥居回り（2010年10月撮影）

## 事業
宗教法人明治神宮の本業である公益事業（参拝客の賽銭や祭祀などで得る、神社の玉串料）は明治神宮の総収入の12%にすぎず、86%を収益事業によって得ている、と報道されている。収益事業としては、結婚披露宴事業を柱とする明治記念館ならびに明治神宮外苑を持つ。
そのうち、明治記念館は結婚式事業や飲食店経営を担う「明治記念館調理室」（売上高年間49億円）ならびに、旅行事業などを行う「セラン」（売上高15億円）という2つのグループ会社を持つ。明治神宮外苑は、明治神宮野球場のほか、テニス場、アイススケート場、ゴルフ練習場などを有し、年間の売上は60億円程度（2010年時点）である。

## 文化財

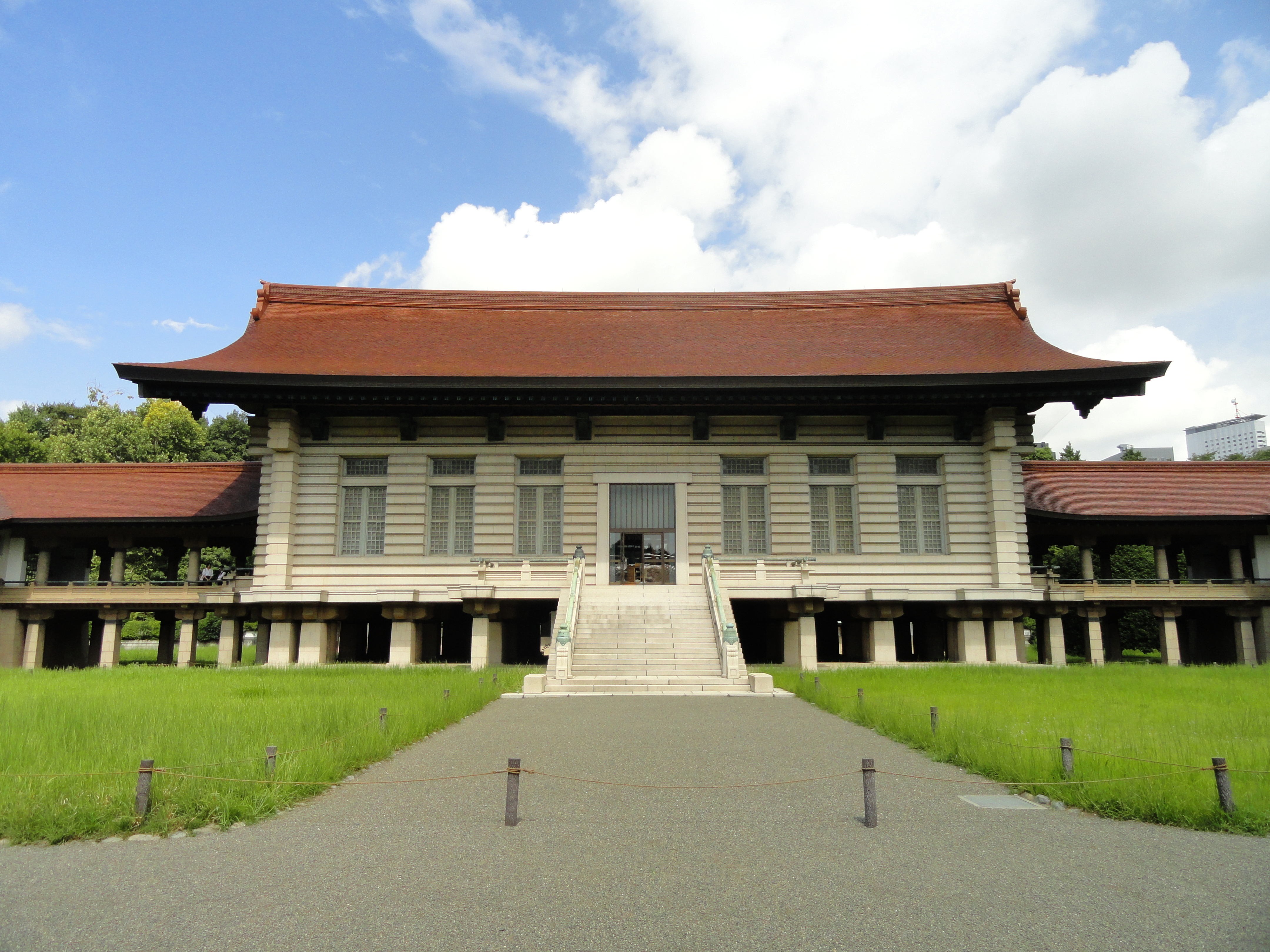
宝物殿中倉

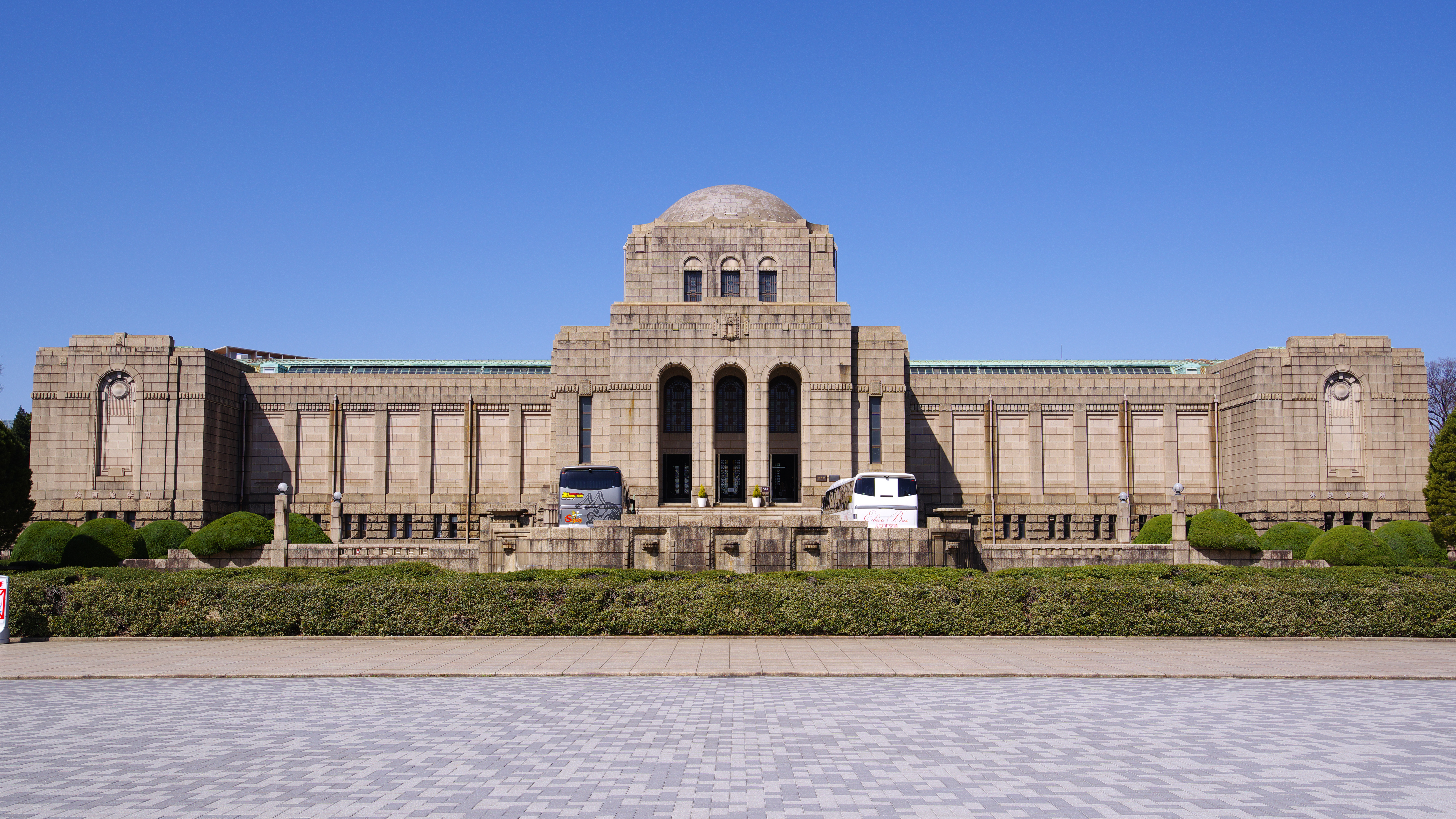
聖徳記念絵画館

### 重要文化財
- 明治神宮 36棟[84][59]
  - 本殿
  - 内拝殿及び祝詞殿
  - 内院渡廊（2棟）
  - 外拝殿（附 吊燈籠3基）
  - 宝庫 - 1942年（昭和17年）建
  - 神庫
  - 内透塀及び北門
  - 神饌所及び渡廊
  - 旧祭器庫
  - 北廻廊（2棟）(*)
  - 外透塀（3棟）
  - 北神門(*)
  - 外院廻廊（4棟）（直会殿を含む）(*)
  - 東神門(*)
  - 西神門 (*)
  - 南神門(*)
  - 宿衛舎(*)
  - 玉垣（4棟）
  - 祓舎(*)
  - 南手水舎(*)
  - 西手水舎(*)
  - 東手水舎 - 1931年（昭和6年）建
  - 神橋(*)
  - 南制札(*)
  - 北制札(*)
  - 西制札(*)

※(*)印は創建時（1920年完成）の建築、特記なきものは戦災復興時（1958年完成）の建築。ただし、外院廻廊は4棟のうち西神門以北の部分のみ1958年の再興。
※社殿の解説は「境内」節にて既述。
- 明治神宮宝物殿 13棟
  - 中倉（附：陳列箱8基、鬼瓦1箇）
  - 東西倉
  - 東西廊
  - 東西橋廊
  - 東西渡廊
  - 北廊
  - 車寄
  - 事務所（本館、附属屋、渡廊下からなる）
  - 正門
  - 附：土塁 正門東西2所（東西便所、東西掖門、東西通用門を含む）

以上の計13棟が近代和風建築として国の重要文化財に指定されている。これらの建物は大正4年（1915年）から工事を開始し、同10年（1921年）に竣工した。伝統的日本建築の意匠を取り入れた鉄筋コンクリート造建築である。造営は内務省に設置された明治神宮造営局によって行われ、伊東忠太と佐野利器の指導のもと、同造営局の大江新太郎と志知勇次が担当した。大江が全体計画と基本設計、志知が工事監督に携わっている。日本における鉄筋コンクリート造の大規模建築物としては初期の事例であり、貴重である
- 太刀 銘助茂（1972年盗難、所在不明）[87]。

なお、明治神宮所有の物件としてはほかに外苑の聖徳記念絵画館（東京都新宿区）の建物も重要文化財に指定されている。
宝物殿は屋根修理と耐震工事のため、2017年1月10日より当分の間、閉館している。宝物類は鎮座百年記念として竣功した明治神宮ミュージアムで展示収蔵されている。
- パノラマ画像：右から東廊、東橋廊、中倉、西橋廊、西廊
- 正門
- 中倉の旧鬼瓦（重要文化財の附指定）
- 東橋廊
- 西橋廊内観
- 正門柱頭の青銅製彫刻

## アクセス
鉄道
- 南参道
  - JR山手線 原宿駅下車、表参道口出口。
  - 東京メトロ千代田線・副都心線 明治神宮前駅下車、2番出口。
- 北参道
  - 東京メトロ副都心線 北参道駅下車。
  - JR山手線、中央・総武線（各駅停車） 代々木駅下車。
  - 都営地下鉄大江戸線 代々木駅下車。
- 西参道
  - 小田急電鉄小田原線 参宮橋駅下車。

車
- 首都高速4号新宿線代々木出入口下車、約5分。

※内苑に入るには、開門と閉門の時間がある。季節により異なる。

## 備考

### おみくじ
明治神宮には、多くの神社にみられる「おみくじ」が存在しない。代わりに、くじを引き御製や御歌（明治天皇・昭憲皇太后が詠んだ和歌）を「大御心」として授かる。大御心を授けられた参拝者は、これを持ち帰り折に触れ詠み返すものとされており、おみくじのように境内に結んで残すことはしない。また、御製や御歌とその解説文のみしか記述していないため、吉凶も存在しない。そのため多くの神社に見られる「みくじ掛」も境内に存在しない。

### 清正井
神宮御苑の一つの井戸でしかなかった清正井（きよまさのいど）であったが、テレビ番組でパワースポットとして紹介されたことを契機に2009年（平成21年）12月25日から突如、人気を集めるようになった。『産経新聞』によると、数時間待ちとなることもあったという。

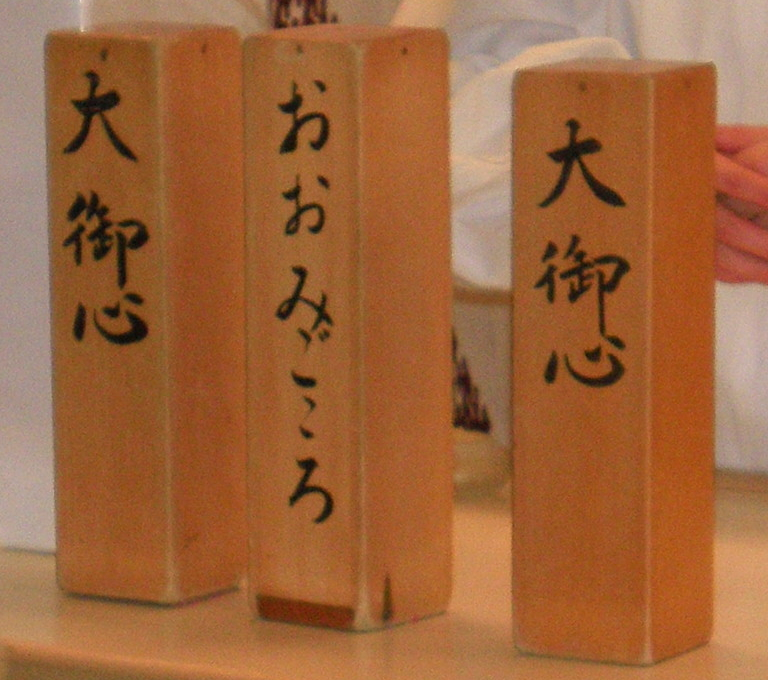
明治神宮の御神籤箱
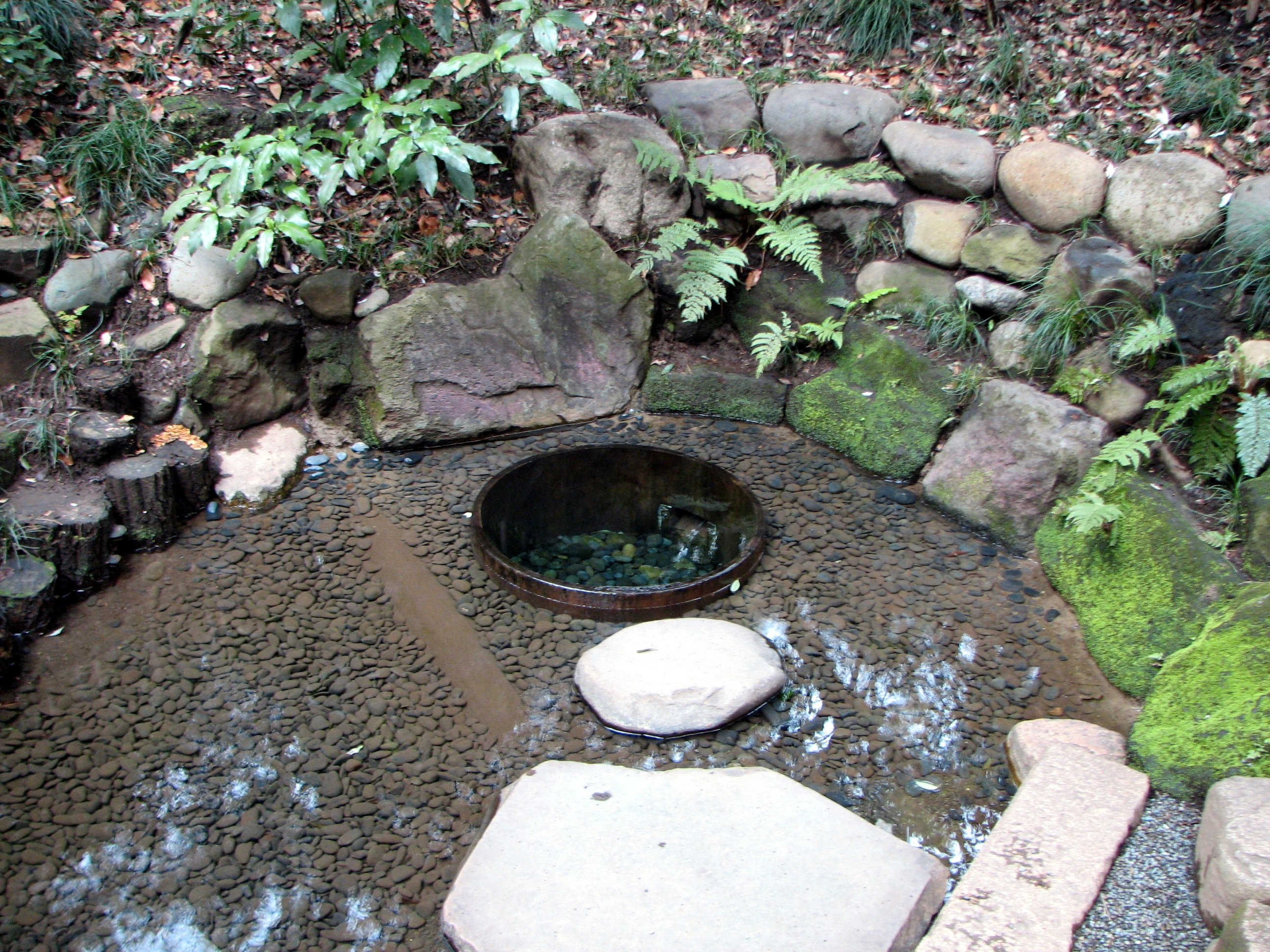
清正井
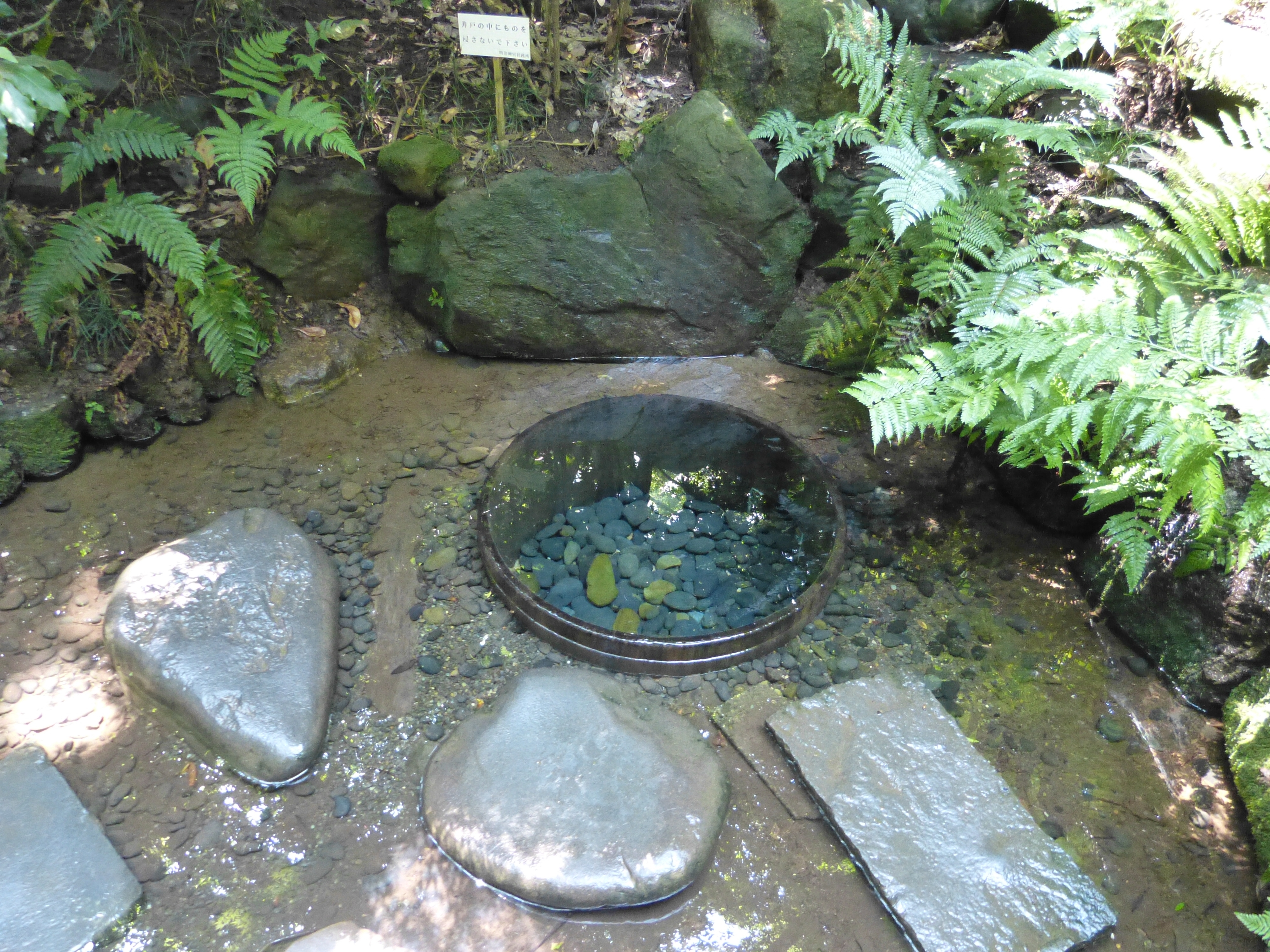
清正井（2016年8月）

### その他
- 1930年（昭和5年）11月1日、明治神宮鎮座10年記念として郵便切手2種（1銭5厘、3銭）が発行された[要出典]。
- 1960年代当時、統一教会（現・世界平和統一家庭連合）が明治神宮の境内の一角を「大聖地」に認定して、信者の早朝祈祷の場所に利用していたことが発覚し、物議を醸した。この聖地認定は教祖の文鮮明と教団幹部により一方的に決定され、神宮側には一切の相談がなかった。この事態に対して、神宮側は1967年10月16日付けで立ち入り禁止の措置を講じた[92]。
- 2019年（平成31年/令和元年）の4月30日から5月1日にかけて、元号が平成から令和に変わるのを受けて、記念の御朱印を求めて参拝者が殺到し、御朱印受付に最長で約11時間待ちの列が作られた。当日の御朱印が直後に転売サイトで数十万円の値がつくなどプレミア化したことから、その他の神社の転売事例もあわせて御朱印配布の本来の目的との乖離が問題視された。